# Pallacanestro Mantovana
El Pallacanestro Mantovana, conocido por motivos de patrocinio como Pompea Mantova, es un equipo de baloncesto italiano con sede en la ciudad de Mantova, Lombardía. Compite en la Serie A2 Este, la segunda división del baloncesto en Italia. Disputa sus partidos en el PalaBam, con capacidad para 5.000 espectadores.

## Nombres
- Primavera Mantova
- Dinamica Generale Mantova

(2009-2011)
- Primavera Mirandola Mantova

(2011-2013)
- Pallacanestro Mantovana

(2013-2014)
- Dinamica Generale Mantovana

(2014-2017)
- Pompea Mantova

(2017- )

## Posiciones en Liga
| Temporada | Nivel | Liga          | Pos. | J     | PL  | Resultado        |
| --------- | ----- | ------------- | ---- | ----- | --- | ---------------- |
| 2013-14   | 3     | DNA Silver    | 2    | 18-10 | 9-3 | Ascensocampeón   |
| 2014-15   | 2     | Serie A2 Gold | 9    | 12-14 |     |                  |
| 2015-16   | 2     | Serie A2      | 3    | 21-9  | 1-3 | Octavos de final |
| 2016-17   | 2     | Serie A2      | 7    | 17-13 | 2-3 | Octavos de final |
| 2017-18   | 2     | Serie A2      | 11   | 14-16 |     |                  |

fonte:eurobasket.com

## Palmarés
- Campeón Play-Offs LNP Silver (2014)
- Finalista Play-Offs Nazionale B Grupo A (2012)

## Jugadores destacados
| - Walter Flaquer - Riccardo Moraschini - Johndre Jefferson - / Klaudio Ndoja - / Jakub Wojciechowski |  | - / Ryan Amoroso - / Michael Nardi - / Robert Fultz - / Ramón Clemente |